# 헤나토 산토스
헤나토 산토스(1991년 10월 5일 ~ )는 포르투갈의 축구 선수이다. 포지션은 윙어이다.